# ゴレニュフ
ゴレニュフ（ポーランド語: Goleniów [ɡɔˈlɛɲuf]）は、ポーランド北西部のポメラニアに位置する町。2011年の時点で2万2844人が住む。かつてはシュチェチン県に属したが、1999年の行政区分再編で西ポモージェ県に組み込まれた。ゴレニュフ郡の中心都市でもある。カシューブ語名はGòlnowò、ドイツ語名はゴルノウ（Gollnow  [ˈgɔlno]）。

## 地理・交通
ゴレニュフ平原の「ゴレニュフの森」の北緯53度33分、東経14度49分に位置する。総面積12.5平方キロ。近くを国道3号と6号が通る。最寄の港はヘレノフ港で、市街の東にはシュチェチン＝ゴレニュフ“連帯”空港がある。

## 歴史
1264年にポメラニア公バルニム1世が村落にマクデブルク法とそれに附随した特権を与えたのが地名の初出で、1314年には地元で主流だったリューベック法を導入した。この時代にはドイツ語名のゴルノウで知られていた。森林を伐採し、イーナ川河口のイーナミュンデ（現：イノウイシツェ）からバルト海へ輸出することで栄えた。木材交易では近くのシュテッティン（現：シュチェチン）と競い合ったが、1615年に両者の間で調和条約が調印された。
三十年戦争で町は荒廃し、1648年のヴェストファーレン条約と1653年のシュテッティン条約で、1630年のシュテッティン条約からこの地方を占領していたスウェーデンにスウェーデン領ポメラニアとして併合された。1677年にバルト帝国からブランデンブルク＝プロイセンに支配が移ってからは職人のレベルが着実に上がっていった。19世紀には工芸も交易も産業化し、銅細工が1軒、縫い針の製造が1軒、家具製造が数軒、醸造所が3軒、蒸留所が1軒、製粉所が5軒あった。19世紀から20世紀にかけて鉄道の要衝となり、1882年にはノイダム（現：デンブノ）やナウガルト（現：ノヴォガルト）、1892年にはカミン（現：カミエン・ポモルスキ）やヴォリン（現：ポーランド領）、1903年にはマッソウ（現：マシェヴォ）とそれぞれ鉄道でつながった。1815年から1945年にかけ、プロイセンの行政区画であるポンメルン州に属した。
第二次世界大戦末期の1945年3月7日に赤軍に占領され、ポーランド領となった。町のドイツ人住民は逃亡か追放され（ドイツ人追放）、ポーランド人が再定住した。

### 人口の推移
| 年度   | 人口             |
| ------ | ---------------- |
| 1628年 | 1500人から1600人 |
| 1745年 | 1677人           |
| 1796年 | 2200人           |
| 1811年 | 2929人           |
| 1828年 | 3920人           |
| 1843年 | 4911人           |
| 1864年 | 7413人           |
| 1895年 | 8181人           |
| 1910年 | 1万258人         |
| 1928年 | 1万1815人        |
| 1938年 | 1万3500人        |
| 1960年 | 1万300人         |
| 1970年 | 1万4700人        |
| 1975年 | 1万7200人        |
| 1980年 | 1万9100人        |
| 1990年 | 2万2200人        |
| 1995年 | 2万2200人        |
| 2004年 | 2万2399人        |
| 2007年 | 2万2399人        |
| 2008年 | 2万2377人        |
| 2011年 | 2万2844人        |

## 姉妹都市
- ベルゲン・オーフ・リューゲン（ドイツ）
- スヴェダーラ（スウェーデン）
- グライフスヴァルト（ドイツ）
- オプメール（オランダ）
- グリエフスク（ロシア）
- ピジツェ（ポーランド）

## 近郊の町
- シュチェチン（都市）
- ポリツェ
- スタルガルト・シュチェチンスキ
- マシェヴォ
- ノヴォガルト
- カミエン・ポモルスキ
- ヴォリン
- ゴルツェヴォ（英語版）

このほか、近くに観光客に人気のヤルシェフコという村がある。